# Lista armenilor membri ai Academiei Române
Aceasta este o listă a armenilor membri ai Academiei Române.

## Membri titulari
- Ana Aslan (n. 1 ianuarie 1897, Brăila - d. 20 mai 1988, București)
- Spiru Haret (n. 15 februarie 1851, Iași - d. 17 decembrie 1912, București)

## Membri corespondenți
- Nicolae Bagdasar (n. 5 februarie 1896, Roșiești, Vaslui - d. 21 aprilie 1971, București)
- Gheorghe Manea (n. 8 aprilie 1904, Râmnicu Sărat - d. 3 ianuarie 1978, București)
- Matei Socor (n. 15 septembrie 1908, Iași - d. 30 mai 1980, București)
- Krikor H. Zambaccian (n. 6 februarie 1889, Constanța - d. 18 septembrie 1962, București)

## Membri post-mortem
- Dumitru Bagdasar (n. 17 decembrie 1893, Roșiești, Vaslui – d. 16 iulie 1946, București)
- Aram Frenkian (n. 19 martie 1898, Constanța - d. 10 septembrie 1964, București)
- Garabet Ibrăileanu (n. 23 mai 1871, Târgu Frumos - d. 12 martie 1936, București)
- H. Dj. Siruni (n. 6/18 aprilie 1890, Adabazar, Imperiul Otoman - d. 7 aprilie 1973, București)

## Membri de onoare
- Henri V. Kehiaian (n. 12 august 1929, București  - d. 18 decembrie 2009, Paris)
- Petru Th. Missir (n. 8 octombrie 1856, Roman - d. 10 ianuarie 1929, București)